# 小行星17249
小行星17249（17249 Eliotyoung）是一颗绕太阳运转的小行星，为主小行星带小行星。该小行星于2000年4月2日发现。

## 轨道参数
小行星17249的轨道半长轴为3.0674397 UA，离心率为0.131。